# Марк Азиний Атрацин
Марк Азиний Атрацин (на латински: Marcus Asinius Atratinus) е политик на Римската империя през 1 век.
Произлиза от фамилията Азинии. От януари до края на април 89 г. той е консул заедно с Тит Аврелий Фулв.